# Engelmannia pinnatifida
Engelmannia pinnatifida là một loài thực vật có hoa trong họ Cúc. Loài này được A.Gray ex Nutt. mô tả khoa học đầu tiên năm 1840.